# Municipio de Paradise (condado de Monroe)
El municipio de Paradise  (en inglés: Paradise Township) es un municipio ubicado en el condado de Monroe en el estado estadounidense de Pensilvania. En el año 2000 tenía una población de 2.671 habitantes y una densidad poblacional de 48,1 personas por km².

## Geografía
El municipio de Paradise se encuentra ubicado en las coordenadas 41°07′36″N 75°14′58″O / 41.12667, -75.24944.

## Demografía
Según la Oficina del Censo en 2000 los ingresos medios por hogar en la localidad eran de $48,320 y los ingresos medios por familia eran $57,353. Los hombres tenían unos ingresos medios de $35,950 frente a los $27,422 para las mujeres. La renta per cápita para la localidad era de $21,408. Alrededor del 11,3% de la población estaban por debajo del umbral de pobreza.